# Armia Stanów Skonfederowanych
Armia Skonfederowanych Stanów Ameryki (ang. Confederate States Army) – część sił zbrojnych Skonfederowanych Stanów Ameryki, podczas wojny secesyjnej.
Przeszła dwie fazy organizacyjne – początkowo ustanowiona jako Tymczasowa Armia Skonfederowanych Stanów (Provisional Army of the Confederate States), aktem Kongresu z 28 lutego 1861 roku, a następnie jako Armia Skonfederowanych Stanów Ameryki (Army of the Confederate States of America ), aktem z 6 marca tego samego roku.

## Organizacja
Z powodu zniszczenia siedziby głównego dowództwa w Richmond w 1865 roku trudno jest określić dokładną siłę bojową armii. Szacunkowe wyliczenia określają liczebność na poziomie od 500 000 do 2 000 000 ludzi.
W ciągu czterech lat ogłaszane były następujące pobory:
- 6 marca 1861: 100 000 ochotników i milicji;
- 23 stycznia 1862: 400 000 ochotników i milicji;
- 16 kwietnia 1862, I akt poborowy: pobór wszystkich białych mężczyzn w wieku od 18 do 35 lat, na czas trwania działań wojskowych[2];
- 27 września 1862, II akt poborowy: poszerzenie widełek wiekowych (od 18 do 45 lat)[3] z terminem obowiązywania od 15 lipca 1863;
- 17 lutego 1864, III akt poborowy: wiek 17–50[4];
- 13 marca 1865, planowany pobór 300 000 Afroamerykanów, jednakże nigdy niezrealizowany[5]

### Dowództwo
Armia nie posiadała formalnego naczelnika przez długi czas swojego istnienia. Prezydent Jefferson Davis, były oficer Armii Stanów Zjednoczonych, był naczelnym dowódcą, odpowiedzialnym za działania zarówno armii, jak i marynarki. Poniżsi oficerowie posiadali różne stopnie dowództwa:
- Robert E. Lee – głównodowodzący operacjami militarnymi armii[6] od 13 marca do 31 maja 1862 r. Był traktowany jako doradca wojskowy prezydenta, jednakże posiadał rozległe kompetencje logistyczne i strategiczne. Lee został formalnie mianowany głównodowodzącym aktem Kongresu z 23 stycznia 1865 r.
- Braxton Bragg – zajmował stanowisko identyczne jak Lee, od 24 lutego 1864 (po przegranej bitwie pod Chattanoogą) do 31 stycznia 1865 r.

### Armie i dowódcy
- Armia Północnej Wirginii – Joseph Eggleston Johnston, Gustavus Woodson Smith, Robert Lee
  - Pierwszy Korpus Armii Północnej Wirginii
  - Drugi Korpus Armii Północnej Wirginii
  - Trzeci Korpus Armii Północnej Wirginii
  - Czwarty Korpus Armii Północnej Wirginii, zwany Korpusem Andersona
  - Korpus Kawaleryjski Armii Północnej Wirginii
- Armia Mississippi
- Armia Kanawha – Henry Wise, John Floyd, Robert Lee
- Armia Kentucky – Edmund Kirby Smith (został głównodowodzącym wszystkich sił na zachód od Mississippi)
- Armia Środkowego Kentucky – Simon Bolivar Buckner, Albert Sidney Johnston
- Armia Missouri – Sterling Price
- Armia Środkowego Tennessee – John Breckinridge
- Armia Zachodu – Earl Van Dorn
- Armia Nowego Meksyku – Henry Sibley
- Armia Północno-Zachodnia – Robert Garnett, Henry Jackson, William Loring, Edward Johnson
- Armia Półwyspu – John Magruder, Daniel Hill
- Armia Potomaku – P.G.T. Beauregard, Joseph Eggleston Johnston
- Armia Tennessee – Braxton Bragg, Samuel Gibbs French, William Hardee, Daniel Hill, John Bell Hood, Joseph Eggleston Johnston, Richard Taylor
  - Pierwszy Korpus Armii Tennessee
  - Drugi Korpus Armii Tennessee
  - Korpus Kawaleryjski Forresta – Nathan Bedford Forrest
- Armia Trans-Mississippi – Thomas Hindman, Edmund Kirby Smith
- Armia Doliny (znany też jako Drugi Korpus Armii Północnej Virginia) – Jubal Early

Do prominentnych generałów, którzy często walczyli niezależnie od głównej formacji należeli m.in.: Thomas J. „Stonewall” Jackson, James Longstreet, J.E.B. Stuart, Gideon Pillow oraz A.P. Hill.

### Rangi i odznaczenia
| Odznaczenia szarż oficerskich Armii Skonfederowanych Stanów Ameryki | Odznaczenia szarż oficerskich Armii Skonfederowanych Stanów Ameryki | Odznaczenia szarż oficerskich Armii Skonfederowanych Stanów Ameryki | Odznaczenia szarż oficerskich Armii Skonfederowanych Stanów Ameryki | Odznaczenia szarż oficerskich Armii Skonfederowanych Stanów Ameryki | Odznaczenia szarż oficerskich Armii Skonfederowanych Stanów Ameryki | Odznaczenia szarż oficerskich Armii Skonfederowanych Stanów Ameryki | Odznaczenia szarż oficerskich Armii Skonfederowanych Stanów Ameryki | Odznaczenia szarż oficerskich Armii Skonfederowanych Stanów Ameryki | Odznaczenia szarż oficerskich Armii Skonfederowanych Stanów Ameryki | Odznaczenia szarż oficerskich Armii Skonfederowanych Stanów Ameryki |
| Generał                                                             | Pułkownik                                                           | Podpułkownik                                                        | Major                                                               | Kapitan                                                             | Porucznik                                                           | Podporucznik                                                        |                                                                     |                                                                     |                                                                     |                                                                     |
| ------------------------------------------------------------------- | ------------------------------------------------------------------- | ------------------------------------------------------------------- | ------------------------------------------------------------------- | ------------------------------------------------------------------- | ------------------------------------------------------------------- | ------------------------------------------------------------------- | ------------------------------------------------------------------- | ------------------------------------------------------------------- | ------------------------------------------------------------------- | ------------------------------------------------------------------- |

Generał
Pułkownik (piechota)
Podpułkownik (sztab główny)
Major (korpus medyczny)
Kapitan (korpus piechoty morskiej)
Porucznik (artyleria)
Podporucznik (kawaleria)

Szarże generalskie dzieliły się na cztery stopnie: Generał, Generał porucznik, Generał major, Generał brygady, jednakże wszyscy czterej nosili identyczne odznaczenia. Początkowo najwyższym stopniem był generał brygady, lecz szybko dodane zostały kolejne stopnie. Wyjątkiem wśród korpusu generalskiego był Robert E. Lee, który nosił odznaczenia pułkownikowskie (trzy gwiazdki).
Odznaczenia były naszywane na kołnierzykach oraz mankietach (węzeł austriacki); kepi obszywane były odpowiednią liczbą pasków, jednakże oficerowie chętniej wybierali zwykłe czapki, bowiem kepi czyniło ich łatwiejszym do rozpoznania przez snajperów przeciwnika.
| Odznaczenia żołnierzy | Odznaczenia żołnierzy | Odznaczenia żołnierzy      | Odznaczenia żołnierzy | Odznaczenia żołnierzy | Odznaczenia żołnierzy | Odznaczenia żołnierzy | Odznaczenia żołnierzy | Odznaczenia żołnierzy | Odznaczenia żołnierzy | Odznaczenia żołnierzy |
| Sierżant-major        | Sierżant-kwatermistrz | Sierżant służby uzbrojenia | Starszy sierżant      |                       |                       |                       |                       |                       |                       |                       |
| Sierżant              | Kapral                | Muzyk                      | Szeregowy             |                       |                       |                       |                       |                       |                       |                       |
|                       |                       | –                          | –                     |                       |                       |                       |                       |                       |                       |                       |
| --------------------- | --------------------- | -------------------------- | --------------------- | --------------------- | --------------------- | --------------------- | --------------------- | --------------------- | --------------------- | --------------------- |

Kolory naszywek oznaczały poszczególne rodzaje wojska – niebieski piechotę, żółty kawalerię, czerwony artylerię. Czasem pojawiały się wyjątki np. kawaleria z Teksasu używała czerwonych naszywek.